# Lê Viết Hải
Lê Viết Hải (sinh ngày 12 tháng 11 năm 1958 tại Huế) là một doanh nhân người Việt Nam, hiện là Chủ tịch Hội đồng quản trị kiêm Tổng Giám đốc Tập đoàn Xây dựng Hoà Bình. Ông là cựu sinh viên Trường Đại học Kiến trúc Thành phố Hồ Chí Minh.

## Tiểu sử và sự nghiệp
Lê Viết Hải sinh ngày 12/11/1958, tại làng Phú Xuân, huyện Hương Trà, tỉnh Thừa Thiên Huế, trong một gia đình tri thức có 11 anh chị em. Cha ông là Lê Mộng Đào, nguyên là hiệu trưởng Trường Bồ Đề ở Huế (nay là THCS Thống Nhất), mẹ ông là bà Trần Thị Tuyết, làm kinh doanh buôn bán nhỏ.
Năm lên 9 tuổi gia đình chuyển vào Sài Gòn vì thế ông thường phải phụ cha mẹ làm nhiều nghề để trang trải cuộc sống gia đình, từ mua bán thuốc tây, điện máy, cho đến việc hợp tác mở trường tư thục, sản xuất bánh mứt.
Hoàn cảnh gia đình không dư nhưng ông được học hành đàng hoàng năm 1985, ông tốt nghiệp Trường Đại học Kiến trúc TP.HCM với tấm bằng Kiến trúc sư. Dù kiến trúc và xây dựng là hai nghề khác nhau nhưng ông chọn xây dựng ngay từ đầu vì thời ấy là sau giải phóng, nhu cầu của xã hội trong ngành xây dựng rất lớn.
Sau khi tốt nghiệp, ông đầu quân vào làm việc tại Công ty Quản lý Nhà với công việc thiết kế thi công một số công trình nhà ở tư nhân.
Năm 1987, thành lập và làm Giám đốc điều hành Văn phòng Xây dựng Hòa Bình với 5 kỹ sư và 20 người thợ.
Năm 2000, ông là Chủ tịch Hội đồng quản trị, Tổng Giám đốc Công ty Cổ phần Xây dựng và Kinh doanh Địa ốc Hòa Bình.
Từ năm 2017 đến nay, ông là Chủ tịch HĐQT, Tổng giám đốc – Công ty CP Tập đoàn Xây dựng Hòa Bình.
Ngoài kinh doanh, ông còn có niềm đam mê với âm nhạc.

## Chức vụ
- Phó Chủ tịch Thường trực Hiệp hội Nhà thầu Xây dựng Việt Nam (VACC)
- Phó Chủ tịch Hiệp hội Văn hóa Doanh nghiệp Việt Nam
- Phó Chủ tịch Hiệp hội Bất động sản Thành phố Hồ Chí Minh.